# La poltrona n. 30
La poltrona n. 30 (titolo originale The Roman Hat Mystery) è il primo romanzo di Ellery Queen.
Scritto nel 1929, inaugurò la lunga serie che vedeva come protagonisti l'ispettore della polizia di New York Richard Queen e suo figlio Ellery, scrittore di romanzi gialli e investigatore dilettante pronto ad aiutare il padre nella risoluzione dei casi più difficili con le sue deduzioni e la sua logica infallibile.

## Trama
New York. Inizio di autunno negli anni del Proibizionismo. Nella stagione teatrale di Broadway solo il dramma a tinte forti Gunplay, in cartellone al Roman Theater, sta riscuotendo un notevole successo. E proprio durante una rappresentazione del dramma, uno degli spettatori si accascia al suolo, probabilmente avvelenato. Stranamente per uno spettacolo da tutto esaurito, le poltrone vicine a quella dove sedeva la vittima erano vuote.
Inizia così per l'ispettore Queen una difficile indagine dove i possibili sospetti devono essere ricercati fra le centinaia di persone presenti in teatro.
A dare man forte al padre nel valutare gli elementi del mistero è Ellery Queen, che qui sembra assumere il ruolo e l'aspetto di un giovane Philo Vance .

## Personaggi principali
- Monte Field - avvocato penalista
- Angela Russo - sua amante
- Charles Michaels - suo cameriere
- Louis Panzer - direttore del Roman Theatre
- James Peale - attore protagonista del dramma Gunplay
- Eve Ellis - attrice protagonista del dramma Gunplay
- Stephen Barry - attore in Gunplay
- Lucille Horton - attrice in Gunplay
- Hilda Orange - attrice in Gunplay
- Harry Neilsson - agente pubblicitario del Roman Theatre
- Madge O'Connell - maschera del Roman Theatre
- Jess Lynch - venditore di aranciata al Roman Theatre
- Signora Phillips - guardarobiera del Roman Theatre
- William Pusak - impiegato
- John Cassanelli alias Johnny il Curato - criminale di mezza tacca
- Benjamin Morgan - avvocato, ex socio di Monte Field
- Dottor Stuttgard - medico
- Frances Ives-Pope - giovane dell'alta società, fidanzata di Stephen Barry
- Stanford Ives-Pope - suo fratello
- Franklin Ives-Pope - milionario, padre di Frances e Stanford
- Oscar Lewin - capoufficio dello studio legale di Monte Field
- Doyle - agente di pattuglia
- Hagstrom, Hesse, Flint, Johnson, Piggott, Ritter - poliziotti
- Dottor Samuel Prouty - medico legale
- Dottor Thaddeus Jones - tossicologo capo della città di New York
- Henry Sampson - procuratore distrettuale
- Timothy Cronin - suo assistente
- Djuna - domestico dei Queen
- Sergente Thomas Velie - della Squadra Omicidi
- Richard Queen - capo della Squadra Omicidi
- Ellery Queen - scrittore e investigatore dilettante, figlio di Richard

## Critica
"Senza seguire una formula stereotipata, questo racconto offre una trama a prova di bomba di affascinante complessità, un'ambientazione teatrale e romantica, e uno schema deduttivo estremamente ingegnoso, plausibile, affascinante e completamente originale nel suo svolgimento."
Il libro introduce una novità assoluta nel campo del romanzo poliziesco: la cosiddetta "sfida al lettore", nella quale l'autore ad un certo punto abbatte la quarta parete e, rivolgendosi direttamente al lettore, lo invita a risolvere l'enigma proposto dalla narrazione, affermando di avere fornito tutti gli elementi necessari ad elaborare una soluzione perfettamente logica. Questa caratteristica, che sarà mantenuta in diversi dei romanzi seguenti, diventerà uno dei "marchi di fabbrica" di Ellery Queen.
Unico antecedente assimilabile è quello de Il grande mistero di Bow: pubblicato a puntate del 1891, è celebre per il numero spropositato di lettere ricevute dai lettori che cercavano di trovare la soluzione all'enigma.

## Edizioni
- Ellery Queen, La poltrona n. 30, collana I Classici del Giallo (n. 223), Arnoldo Mondadori Editore, 1975.
- Ellery Queen, La poltrona n. 30, traduzione di Gianni Montanari, collana Oscar (n. 1842), Arnoldo Mondadori Editore, 2004,  p. 312, ISBN 88-04-52607-6.